# Oedipina parvipes
Espèce
Synonymes
- Spelerpes parvipes Peters, 1879

Statut de conservation UICN

 LC  : Préoccupation mineure
Oedipina parvipes est une espèce d'urodèles de la famille des Plethodontidae.

## Répartition
Cette espèce se rencontre :
- dans l'ouest de la Colombie ;
- dans le nord-ouest de l'Équateur.

## Publication originale
- Peters, 1879 : Über neue Amphibien des Kgl. zoologischen Museums (Euprepes, Acontias, Typhlops, Zamenis, Spilotes, Oedipus). Monatsberichte der Königlichen Preussischen Akademie der Wissenschaften zu Berlin, vol. 1879, p. 773-779 (texte intégral).